# The Glass Bottom Boat
 The Glass Bottom Boat és una pel·lícula estatunidenca de Frank Tashlin, estrenada el 1966.

## Argument
Una escriptora (Doris Day) és contractada per un científic per escriure la seva biografia, però per una sèrie d'estranyes circumstàncies és confosa amb una espia soviètica, cosa que provocarà còmiques situacions.
Frank Tashlin va dirigir aquesta divertida pel·lícula com si fossin dibuixos animats, destacant cada desastre que es provoca al pitjar un botó i jugant amb els detalls de disfresses d'espies.

## Repartiment
- Doris Day: Jennifer Nelson
- Rod Taylor: Bruce Templeton
- Arthur Godfrey: Axel Nordstrom
- John McGiver: Ralph Goodwin
- Paul Lynde: Homer Cripps
- Edward Andrews: General Wallace Bleecker
- Eric Fleming: Edgar Hill
- Dom DeLuise: Julius Pritter
- Elisabeth Fraser: Nina Bailey
- Dick Martin: Zack Molloy
- George Tobias: Norman Fenimore
- Alice Pearce: Mabel Fenimore
- Ellen Corby: Anna Miller
- Dee J. Thompson: Donna
- Robert Vaughn: Napoleon Solo (no surt als crèdits)